# Tamatoa V
Tamatoa V (23 de setembro de 1842 - 30 de setembro de 1881), foi um rei de Raiatea e Taha'a, era um filho da Rainha Pōmare IV e do príncipe consorte Ariifaaite do Tahiti. 

## Biografia
Adoptado por Tamatoa IV, Rei de Raiatea e Tah'aa, sucedeu-lhe em 19 de agosto 1857 e coroado em Opoa pelo Reverendo Platt, em 1 de dezembro de 1860. Deposto em 8 de fevereiro de 1871. Casou-se com Moe Ma-hea-nu'u -a-Mai (princesa Moe-a-Mai) (filha mais velha de Te-He-papai Ma-hea-nu'u-a-Mai, de Fa'a'ā, o juiz do Supremo Tribunal, Pastor e Membro Supremo Conselho de Igrejas) e teve dois filhos e quatro filhas:  
- Princesa Teri'i-'o-uru-Maona Pōmare (12 de julho de 1867 - 15 de dezembro de 1872), designado Princesa Herderio do Tahiti como Pōmare VI na eventual sucessão a seu tio Pōmare V.
- Princesa Teri'i-vae-tua-vahine Pōmare (22 de setembro de 1869 - 4 de dezembro 1918), designada herdeira presuntiva da coroa de Tahiti sobre a morte de seu irmão mais velho (15 de dezembro 1872), mais tarde designada herdeira aparente em sucessão a Pōmare V (24 de setembro de 1877), em detrimento de todas as crianças que a rainha Marau pode dar à luz. Casado 29 de abril de 1884 (divorciou 21 de janeiro de 1893) com Teri'itonorua Norman Brander.
- Princesa Ari'i-'otare Teri'i-maevarua III (28 de maio de 1871 - 19 de novembro de 1932), última rainha de Bora Bora.
- Príncipe Tamatoa-tane (22 de setembro de 1872 - 25 de agosto de 1873).
- Princesa Teri'inavahoroa-vahine Tamatoa Pomare Matauira (7 de novembro de 1877 - 3 de dezembro de 1918) casou em primeiro lugar em 27 de agosto de 1896, com 'Opuhara Salmon. Casou em segundo lugar em 24 de dezembro de 1910 com Teuraiterai Mote Salmon.
- Princesa 'O' Aimata Teri'i-vahine-i-titaua-'o-ota-Ra'i (29 de junho de 1879 - 3 de abril de 1894).

Tamatoa morreu em Pape'ete, 30 de setembro de 1881. Ele foi sucedido por Tahitoe , um membro do ramo cadete da Família real Tamatoa.